# Meunasah Blang (Jeunieb)
Meunasah Blang is een bestuurslaag in het regentschap Bireuen van de provincie Atjeh, Indonesië. Meunasah Blang telt 713 inwoners (volkstelling 2010).